# Pseudoditrichaceae
Pseudoditrichaceae là một họ rêu trong bộ Bryales.